# Konrad Guenther
Konrad Guenther, född 23 maj 1874, död 26 januari 1955, var en rysk-tysk zoolog.
Guenther blev 1913 professor i Freiburg im Breisgau, och har bland annat utgett utvecklingshistoriska arbeten såsom Der Darwinismus und die Probleme des Lebens (1904, 12:e upplagan 1912) och Vom Urtier zum Menschen (1909, 2:a upplagan 2 band, 1912). 1923–1924 reste Guenther i Brasilien för att studera bomullsbuskens skadedjur.